# Obús Denel G5
El Denel G5 o simplemente G5 es un obús remolcado de 155 mm, diseñado y desarrollado en Sudáfrica por Denel Land Systems. El diseño del G5 se basó en el obús canadiense de 155mm GC-45, altamente modificado para adecuarse a las condiciones del territorio del sur de África.

## Historia de producción
Durante la Guerra de la Frontera de Sudáfrica, las Fuerzas de Defensa de Sudáfrica se encontraron en desventaja al combatir oponentes armados con el lanzacohetes múltiple soviético Katiusha, los cuales superaban considerablemente en alcance a los obuses BL 5.5 pulgadas en servicio y que provenían de tiempos de la Segunda Guerra Mundial.
Esto conllevó a que se hiciera una solicitud formal para un nuevo sistema de artillería, además de sistemas de munición, tractor de artillería, equipamientos de control de fuego y un sistema computacional de control de fuego.
Desde 1963, Sudáfrica había sido puesta bajo un embargo de armas apoyado por las Naciones Unidas debido al apartheid sudafricano, lo cual llevó a la creación de la compañía nacional Armscor para esquivar el embargo y así producir sistemas de armas fabricados a la medida de las necesidades sudafricanas. Armscor respondió a la solicitud formal y comenzó el desarrollo de un nuevo sistema de artillería en 1976. Se evaluó un importante número de diseños ya en servicio con otras naciones y se adquirieron algunas unidades de muestra burlando el embargo de armas. Como solución transitoria mientras se desarrollaba el nuevo sistema de armas, Sudáfrica obtuvo 32 cañones de 155 mm Soltam M-71 procedentes del estado sionista de Israel, los cuales entraron en servicio bajo la designación obús G4.
El obús canadiense GC-45 fue seleccionado como el modelo de base sobre el cual desarrollar el modelo de producción local. Armscor compró a Gerald Bull cañones, 30.000 proyectiles de munición y especificaciones de diseño. Una de las piezas de prueba del GC-45 fue montada en un afuste de un obús de 155 mm Long Tom americano, y otras seis piezas de GC-45 fueron modificadas en sus cañones, balísticas internas y afustes, las cuales posteriormente se convirtieron en los modelos de prototipo que llevaron a la creación del G5. Estos cañones GC-45 habían sido desarrollados por SRC International de Bélgica, una empresa en conjunto entre Space Research Corporation, cuyo propietario era Gerald Bull y PRB de Bélgica. Otros cambios incluyeron la adición de una unidad de potencia auxiliar (UPA) para permitirle al cañón posicionarse de forma autónoma y moverse distancias cortas a una velocidad máxima de 16 km/h, además de la adición de un moderno freno de boca. El G5 entró en servicio en 1983.
Utilizando proyectiles normales de rango extendido, ánima llena (ERFB) el rango normal es de 30 km, el cual se puede extender hasta aproximadamente 39,6 km utilizando proyectiles base bleed, o hasta 50 km utilizando proyectiles asistidos por cohetes (VLAP). En el año 2002 Denel produjo la variante G5-2000, con un alcance de tiro mucho mayor y mejor precisión que el G5 estándar.
El G5 ha sido montado en un chasis Land Systems OMC, creando así el obús autopropulsado G6, ganando muchos contratos de exportación con los Emiratos Árabes Unidos y Omán. En respuesta a una petición de India, el G5 también se ha montado en un camión Tatra 8x8, creando así el obús autopropulsado T5-2000. También se ha instalado en una torreta, designada T6, que puede ser montada en un número específico de vehículos, como en el carro de combate T-72.

## Historia operacional
El obús G5 vio acción en Angola y Namibia en la Guerra de la frontera de Sudáfrica entre 1982 y 1987, en servicio con las Fuerzas de Defensa de Sudáfrica. El G5 también vio acción en la guerra de Irán-Irak entre 1980 y 1988, donde fue utilizado por ambos beligerantes. 

## Variantes
- G5 Mk I
- G5 Mk II
- G5 Mk III
- G5 Mk IIIA
- G5-2000

## Operadores

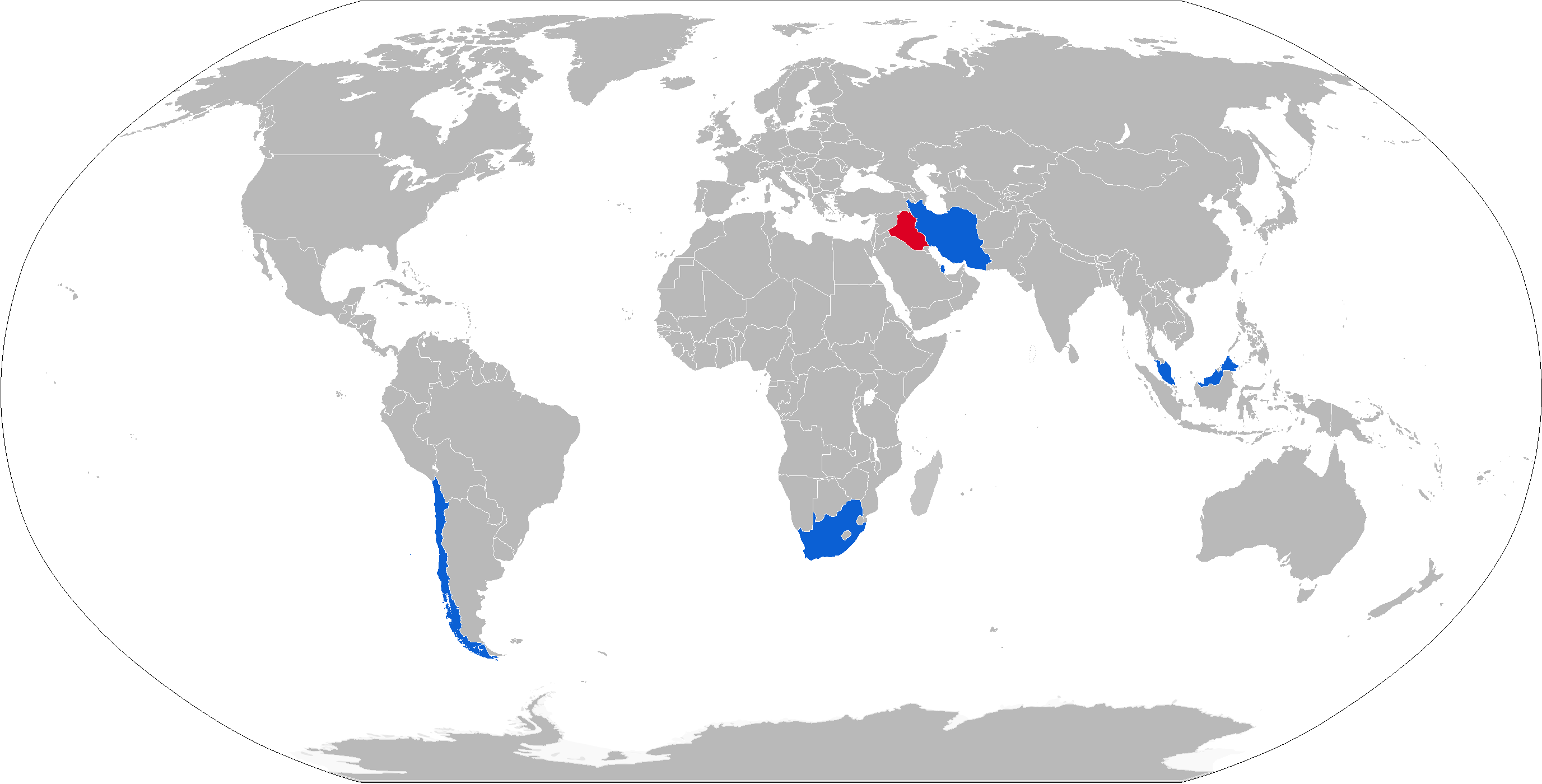
Mapa con los operadores actuales del G5 en azul y los antiguos operadores en rojo

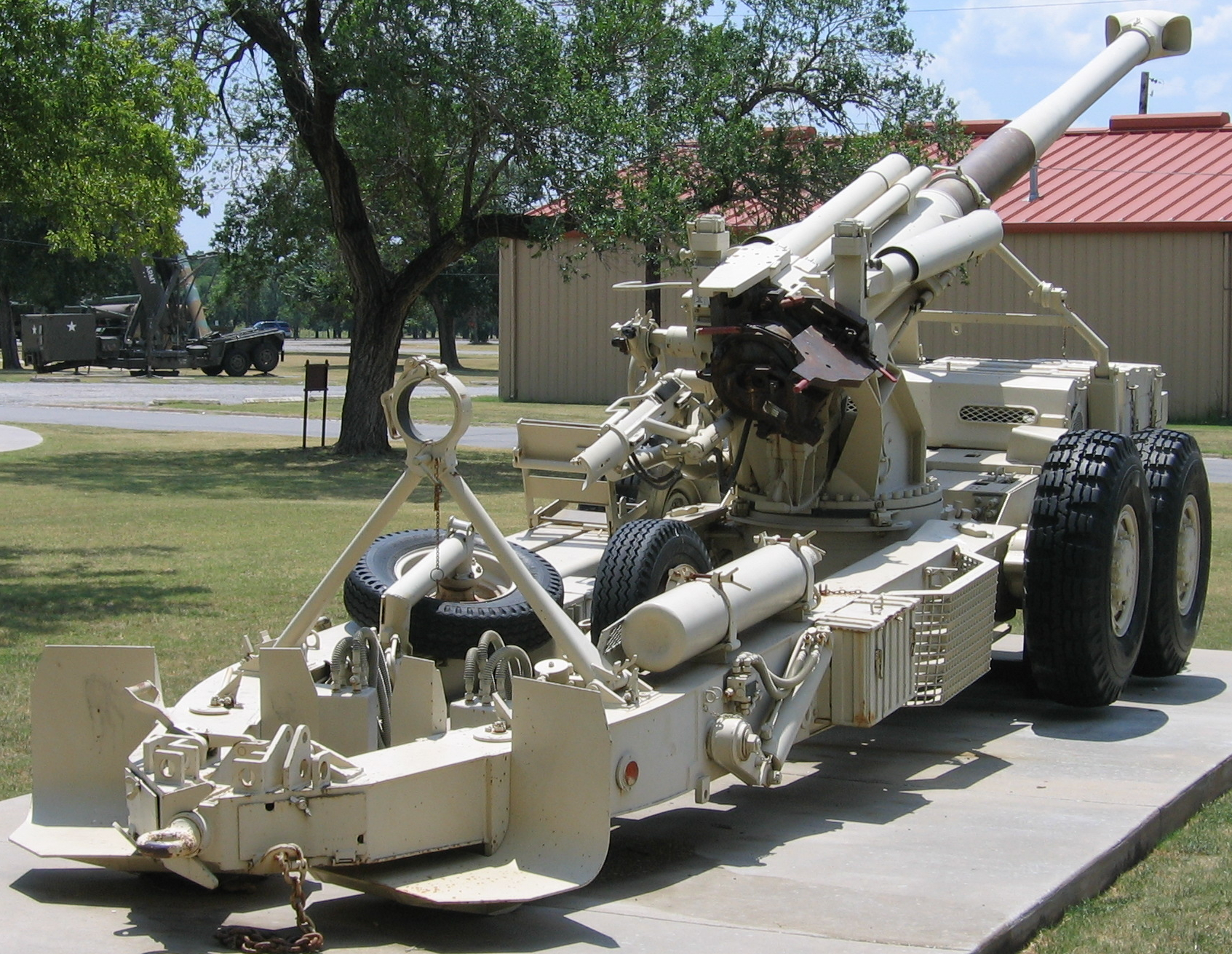
Un G5 ex-iraquí en exhibición en el Museo de Artillería de Campaña del Ejército de los Estados Unidos en Fort Sill, Oklahoma

### Operadores actuales
- Chile: 25
- Irán: 30[4]
- Malasia: 22[5]
- Catar: 12 – serán reemplazados por PzH 2000 alemanes[6]
- Sudáfrica: 6 en servicio. Hasta 66 en almacenamiento.[7]

### Operadores anteriores
- Irak: el ejército de Saddam Hussein operó aproximadamente 100 obuses G5, pero probablemente ya han sido destruidos o abandonados desde la invasión de Irak de 2003.[cita requerida]